# انتصار عبد المنعم
انتصار عبد المنعم، كاتبة وروائية مصرية. صُدر لها حتى الآن ثلاث مجموعات قصصية والعديد من الروايات وقصص الأطفال. حائزة على عدد من الجوائز الأدبية منها جائزة المركز الأول في مسابقة إحسان عبد القدوس في القصة عام 2010، وجائزة سلسلة الكتب الثقافية للأطفال لمكتب التربية العربي لدول الخليح عام 2012، وجائزة الدولة التشجيعية في الآداب عام  2014 وغيرهم.

## سيرتها الذاتية
انتصار عبد المنعم، كاتبة مصرية ولدت في مدينة إدكو في محافظة البحيرة، تكتب في مجال أدب أطفال، والقصص القصيرة، والروايات. أصدرت حتى الآن ثلاث مجموعات قصيية والعديد من الروايات وقصص الأطفال. بدأت عبد المنعم مسيرتها في الكتابة عندما كانت تدرس في المرحلة الثانوية، حيث كانت تكتب الأشعار والقصص وتنشرها في مجلة المدرسة. ولكن أصدرت مجموعتها القصصية الأولى في أواخر عام 2008 بعنوان «عندما تستيقظ الأنثى» والتي فازت بجائزة عبد الغفار مكاوي وهي إحدى جوائز اتحاد كتّاب مصر. كما أن مجموعتها القصصية كانت موضوع رسالة الماجستير في عام 2018 للباحثة الصينية "Xu tianjiao" التي كانت بعنوان «بنية السرد في (عندما تستيقظ الأنثى) للروائية انتصار عبد المنعم، والأدبية (بعيدا جدا) للروائية الصينية تيا نينج» والتي كانت بإشراف محمد زكرياء عناني، أستاذ محاضر في كلية الآداب في جامعة الإسكندرية. وفي عام 2010، أصدرت عبد المنعم كتابها الثاني بعنوان «مذكرات أخت سابقة.. حكايتي مع الإخوان» حيث تحدثت فيه عن تجربتها السابقة في الانضمام إلى جماعة الإخوان في مصر وقصة انشقاقها عنهم. كما تناولت الكاتبة في عملها عدة مواضيع، وسردت تجربتها الشخصية، كما أنها انتقدت في كتابها معاملة الإخوان للمرأة والتفرقة الموجودة بين الرجل والمرأة والطبقية وغيرهم.
وبالإضافة إلى أعمالها الأدبية فإن لعبد المنعم دراسات أدبية ونقدية نشرتها في صحف ومجلات عربية عديدة منها جريدة أخبار الأدب، وأكتوبر، ومجلة الثقافة الجديدة، ومجلة نزوى العمانية، وجريدة اليوم السعودية، وجريدة النهار اللبنانية، وملجة المجرة المغربية، ومجلة ميدل إسيت أون لاين. وفي عام 2014، تُرجمت روايتها «لم تذكرهم نشرة الأخبار.. وقائع سنوات التيه» إلى الإسبانية والتي ترجمها سليمان طايع ونشرتها دار النشر أرانيا إيديتوريال الإسبانية. وخلال السنوات الماضية، حازت عبد المنعم على عدد من الجوائز الأدبية منها جائزة المركز الأول في مسابقة إحسان عبد القدوس في القصة في عام 2010، وجائزة سلسلة الكتب الثقافية للأطفال لمكتب التربية العربي عام 2012، وجائزة دكتور عبد الغفار مكاوي التي هي إحدى جوائز اتحاد كتاب مصر عن مجموعتها القصصية «عندما تستيقظ الأنثى» في عام 2012، وجائزة الدولة التشجيعية في الآداب عن فئة سير وتراجم أدبية عام 2014 ، وجائزة يوسف أبورية للرواية عن كتابها «كبرياء الموج» عام 2018.

## أعمالها

### مجموعة قصصية
- عندما تستيقظ الأنثى، المركز الدولي للتنمية الثقافية، 2008
- نوبة رجوع، دار الكفاح، 2011
- تنويعات على ذات الرحلة، دار المعارف، 2014

### كتب
- مذكرات أخت سابقة.. حكايتي مع الإخوان، الهيئة المصرية العامة للكتاب، 2011

### روايات
- وقائع سنوات التيه.. لم تذكرهم نشرة الأخبار، دار روافد، 2010
- جامعة المشير.. مائة عام من الفوضة، الهيئة المصرية العامة للكتاب، 2013
- حرف الأجداد.. مستقبل الأحفاد، دار المعارف، 2015
- جوكات.. حكايا الدار الحمراء، الهيئة المصرية العامة، 2015
- كبرياء الموج، دار الهلال المصرية، 2016

### قصص أطفال
- مغامرة بطل من ذوي الاحتياجات الخاصة، دار الهلال، 2013
- عندما كتب فراشة، دار نهضة مصر، 2016
- الفلاح الحكيم، 2016
- كرسي جدي ذو الأجنحة، مجلة العربي الصغير، 2017
- لوني الأسود، دار دلتا، 2017
- مزرعة غيداء دوما سعيدة، دار أصالة اللبنانية، 2018
- من وضع الشوك فوق ظهري، دار نهضة مصر، 2018

## جوائزها
حصلت عبد المنعم على الجوائز التالية:
- جائزة المركز الأول في مسابقة إحسان عبدالقدوس في القصة، 2010
- جائزة سلسلة الكتب الثقافية للأطفال لمكتب التربية العربي لدول الخليج عن كتاب «الأميرة الصلعاء» في عام 2012.
- جائزة دكتور عبد الغفار مكاوي، اتحاد كتاب مصر عن المجموعة القصصية «عندما تستيقظ الأنثى»، 2012
- جائزة الدولة التشجيعية في الآداب، 2014
- جائزة يوسف أبو رية للرواية، اتحاد كتاب مصر، القاهرة عن رواية «كهرباء الموج»، 2018